# Schloss Gartow

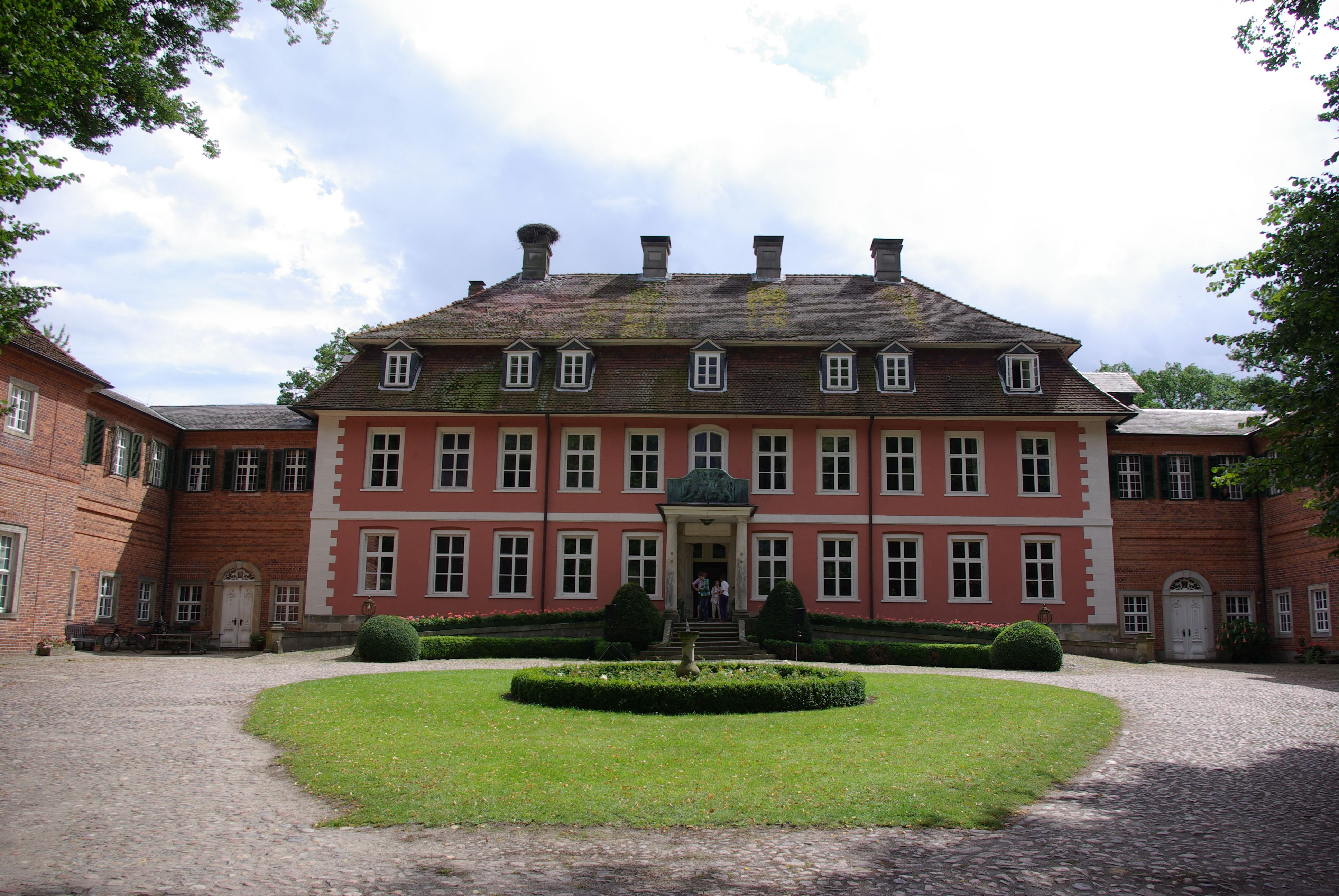
Schloss Gartow

Das Schloss Gartow ist ein denkmalgeschütztes Schloss in der Gemeinde Gartow im Wendland, Landkreis Lüchow-Dannenberg in Niedersachsen. Das Schloss ist das Herrenhaus des Rittergutes Gartow, das zur Ritterschaft des Fürstentums Lüneburg gehört und sich seit 1694 im Besitz der Grafen von Bernstorff befindet.

## Geschichte
Im Jahre 1225 werden die Herren von Gartow erstmals urkundlich genannt. Ihre Burg stand vermutlich an der Stelle des heutigen Schlosses. Die Familie von von Gartow verkaufte 1359 vermutlich infolge wirtschaftlicher Schwierigkeiten die Burg und das Lehn. Der Johanniterorden erwarb 1360 dat hus tu Gartow und wurde 1364 durch den Herzog Wilhelm von Braunschweig-Lüneburg auch belehnt. 1371 genehmigte der Herzog Magnus II. (Braunschweig-Lüneburg) den Bau einer Burganlage mit steinernen Mauern. Durch weitere Umbau- und Erweiterungsbauten ging aus dieser Johanniterburg das Gartower Schloss hervor. Von 1371 bis 1384 residierte der Herrenmeister der Ballei Brandenburg Bernhard von der Schulenburg auf Gartow. 1438 verkaufte der Orden die eine Hälfte seines dortigen Besitzes an den Ritter Victor von Bülow (* 1403, † vor 1453) und die andere Hälfte an Werner von der Schulenburg. 1444 erwarb Victor den schulenburgischen Anteil und wurde somit alleiniger Herr der Burg. Seine Nachfahren besaßen Gartow bis 1694.
1687 besetzten lüneburgische Truppen unter dem Celler Herzog Georg Wilhelm Gartow, das anschließend unter Zwangsverwaltung gestellt wurde. 1694 erwarb es der Geheimrat Andreas Gottlieb von Bernstorff für 50.000 Taler. Der gesamte Besitz bestand 1694 aus dem Schloss und dem Gut Gartow, den adlig-freien Höfen zu Quarnstedt und Gummern und der Burg Gorleben.
Das Gartower Schloss wurde 1710 bis 1727 für Andreas Gottlieb Freiherrn von Bernstorff im Barockstil neu aufgebaut, nachdem er den stark verfallenen und vernachlässigten Besitz mit dem älteren Renaissanceschloss 1694 der Familie von Bülow abgekauft hatte, aus der auch seine Mutter stammte. (Zur Vorgeschichte: siehe den Artikel über den Ort Gartow). Der Architekt war Johann Caspar Borchmann. Bernstorff war Kanzler des Fürstentums Lüneburg und später erster Minister des Kurfürstentums Braunschweig-Lüneburg („Kurhannover“). Er folgte seinem Landesherren, Kurfürst Georg Ludwig von Hannover, 1714 nach London, als dieser unter dem Namen George I. britischer König wurde und leitete dort in London die deutsche Kanzlei.
1724 ließ Andreas Gottlieb von Bernstorff auch die St.-Georg-Kirche als Schloss- und Pfarrkirche erbauen. Er ließ die südlich von Gartow gelegenen großen Moore durch Gräben entwässern und die damaligen ausgedehnten Heideflächen mit ihren Sanddünen, die einst durch Rodung für die Lüneburger Saline entstanden waren, meliorieren und teilweise wieder aufforsten. Damit schuf er die Voraussetzung für die heutigen land- und forstwirtschaftlichen Betriebe. 1720 stiftete er durch ein Familienstatut einen Familienfideikommiss. Er erwarb noch eine Reihe weiterer großer Güter.
Sein Enkel Johann Hartwig Ernst von Bernstorff (1712–1772) wurde dänischer Außenminister und navigierte das Königreich durch zahlreiche europäische Konflikte. Christian VII. erhob ihn dafür in den dänischen Grafenstand. Johann Hartwig Ernst ließ das Schloss erweitern und ausgestalten. Er war ein Freund und Gönner von Friedrich Gottlieb Klopstock, der oft in Gartow zu Gast war.
Das 1720 geschaffene „Geschlossene Adelige Gericht Gartow“, ein Patrimonialgericht über Gartow und 24 Dörfer, wurde 1850 aufgelöst, die grundherrschaftlichen Rechte der Familie Bernstorff über die weitere Umgebung ab 1831 durch die gesetzlich betriebene Bauernbefreiung der erbuntertänigen Bauern abgelöst.
Der Besitz, noch immer eines der größten Waldgüter Niedersachsens, wird bis heute von den Grafen Bernstorff bewirtschaftet. Die Gräflich Bernstorff'schen Betriebe umfassen den 5700 Hektar großen Wald, die 900 Hektar großen landwirtschaftlichen Flächen (je hälftig Acker und Grünland), einschließlich Gut Quarnstedt, sowie das Kulturgut Gartow, auf dem seit 1971 die Gartower Schlosskonzerte stattfinden, insbesondere das Pfingstfestival und auch Ferienwohnungen vermietet werden.

## Beschreibung
Schloss Gartow ist eine barocke Ehrenhofanlage. Der breite, verputzte Mittelbau verfügt über eine geschwungene Auffahrtsrampe, einen Säulenvorbau und ein Mansarddach. Die symmetrisch gegliederte Fassade ist in der Mittelachse durch Treppe und Eingang im Erdgeschoss, den Balkon darüber sowie eine Mansarde im Dach betont, zu beiden Seiten schließen sich jeweils fünf Fensterachsen an. Sieben Gauben und vier firstmittige Schornsteine betonen das barocke Regelmaß. Die zweiflügelige Eingangstür stammt noch aus der Erbauungszeit. Die beiden Seitenflügel aus Backstein waren ursprünglich eingeschossig und wurden 1843 durch Laves aufgestockt.
Das Schloss enthält eine bedeutende Bibliothek mit über 16.000 historischen Büchern aus verschiedenen Themengebieten.
Nördlich des Schlosses liegt das ehemalige Brauhaus, ein zweigeschossiger symmetrischer Fachwerkbau mit Halbwalmdach mit Schleppgaupen und Biberschwanzdeckung, das zwischen 1694 und 1700, noch vor dem Schlossneubau, errichtet wurde. An seiner Nordseite befindet sich ein eingeschossiger Anbau in Ziegelfachwerk mit einem einseitig abgewalmten Satteldach in Biberschwanzdeckung, das ebenfalls um 1700 errichtet und später umgebaut wurde. Zwischen dem Brauhaus und dem Ostflügel des Schlosses befinden sich das ehemalige Waschhaus und ein weiteres, heute ebenfalls als Wohnhaus genutztes kleineres Gebäude.

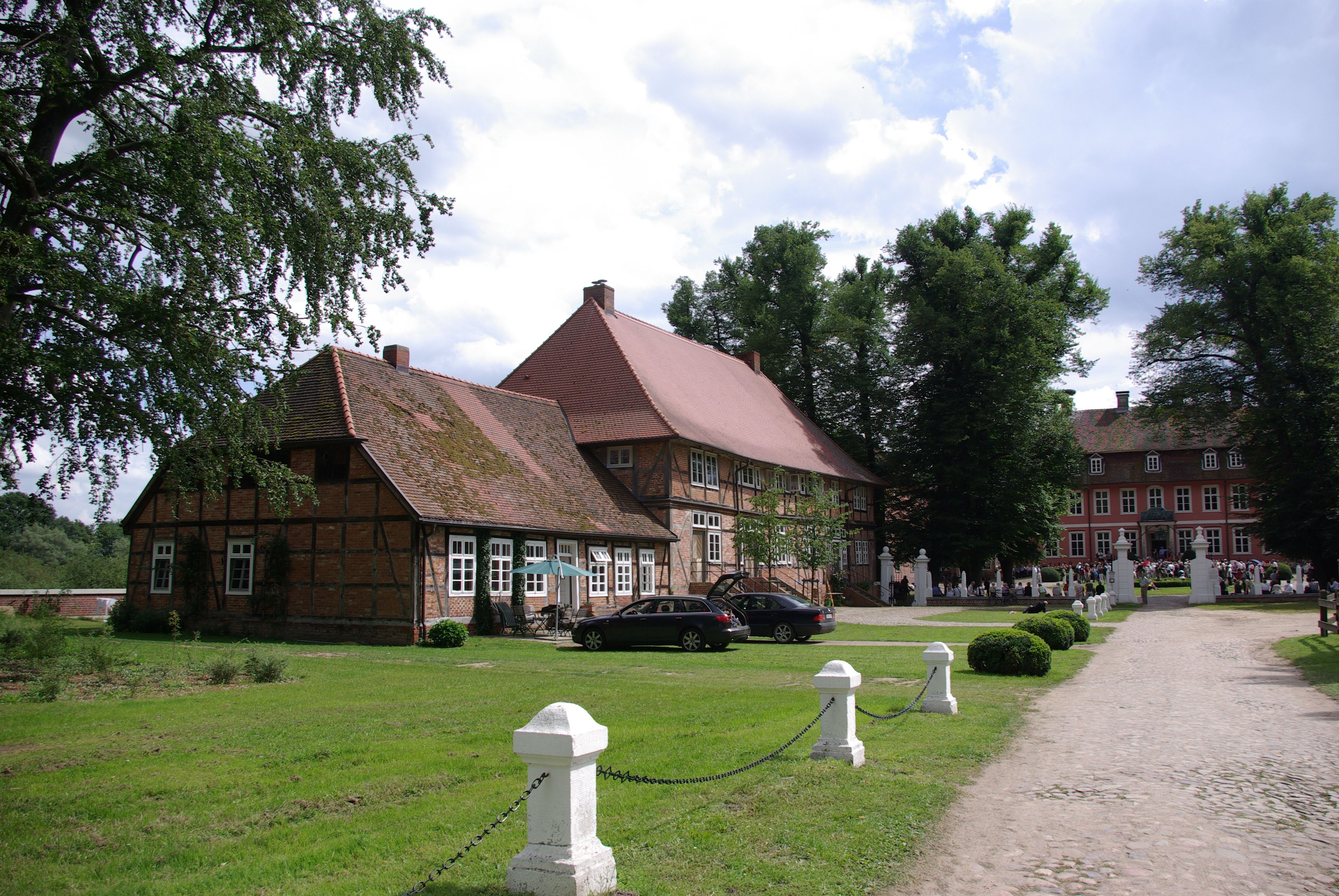
Zufahrt auf das Schloss mit barockem Tor, links das Brauhaus mit Anbau
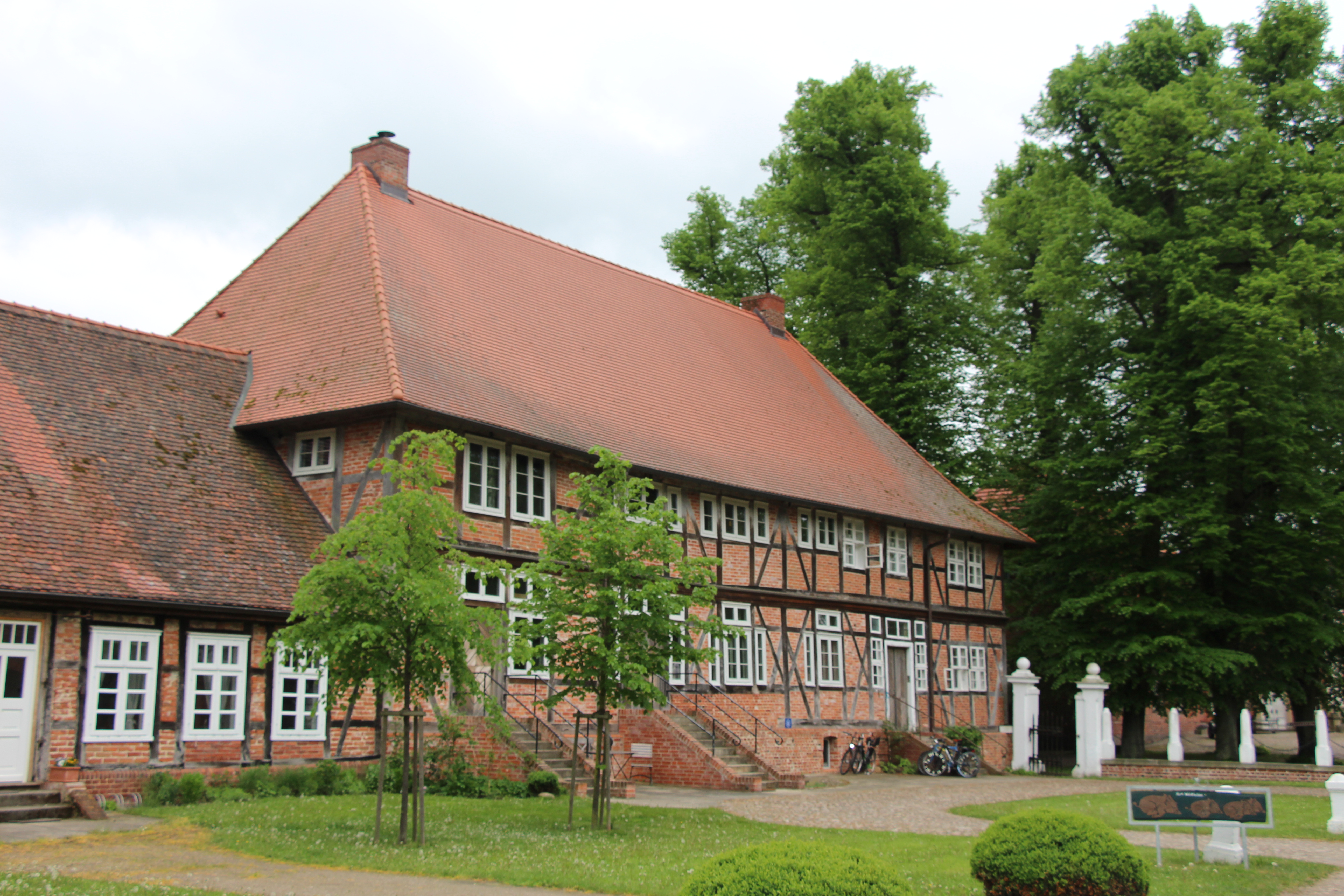
Ehemaliges Brauhaus